# Адлер, Мортимер
Мо́ртимер А́длер (англ. Mortimer Adler; 28 декабря 1902 года, Нью-Йорк — 28 июня 2001 года, Сан-Матео, Калифорния) — американский философ, педагог и популяризатор.

## Биография
Родился в семье евреев-эмигрантов. В 15 лет поступил на работу секретарем редактора «Нью-Йорк таймс». Спустя два года, прочитав несколько диалогов Платона, решил стать философом. Учился в Колумбийском университете. В 1928 получил степень доктора наук, защитив диссертацию о музыкальном восприятии. Читал лекции в Сити-колледже и Колумбийском университете, в 1930 году получил приглашение работать в Чикагском университете, стал профессором университета в 1942 году.
В Чикагском университете вместе с Р. М. Хатчинсом занимался реорганизацией учебных планов, имевших целью расширить кругозор студентов в области гуманитарных наук. В 1946 году выдвинул идею серии «Великие книги западной цивилизации» (443 великих произведения в 54 томах; вышла в 1952 году). В 1930-х годах выпустил несколько книг по философии и психологии, в том числе известную «Как читать книги: искусство свободного образования» (How to read a book: The art of getting a liberal education, 1940); повторно в прежнем виде, но с новым предисловием, она была издана в 1966 году, после чего последовало переработанное издание 1972 года. Автор известного двухтомного указателя Синтопикон (Syntopicon), включившего 102 «великих идеи».
В 1952 году, оставив Чикагский университет, Адлер основал в Сан-Франциско Институт философских исследований. Перевел свой институт в Чикаго в 1963 году. В 1974 году стал председателем редакционного совета «Энциклопедии Британника» и произвел, совместно с Хатчинсом, полную ревизию содержания энциклопедии начиная с 15 издания (1974). Оставался во главе «Британники» вплоть до 1995 года. В 1988—1991 годах был профессором университета Северной Каролины в Чапел-хилле. В 1990 году совместно с Максом Вайсманном основал Центр изучения великих идей в Чикаго.
Перу Адлера принадлежит несколько десятков книг, он был редактором нескольких книжных серий и университетских образовательных проектов.
Умер в Сан-Матео (Калифорния) 28 июня 2001 года.

### Переводы на русский язык
- Адлер М. Искусство говорить и слушать / пер. с англ. Л. Плостак, А. Н. Анваера. — М.: МИФ, 2013. — 256 с. — ISBN 978-5-91657-580-4.
- Адлер М. Аристотель для всех. Сложные философские идеи простыми словами / пер. с англ. Е. Ивченко. — М.: МИФ, 2015. — 240 с. — ISBN 978-5-00057-519-2.
- Адлер М. Шесть великих идей. Справедливость, истина, равенство и другие вечные идеи / пер. с англ. И. Айзятуловой. — М.: МИФ, 2015. — 256 с. — ISBN 978-5-00057-309-9.
- Адлер М. Как читать книги. Руководство по чтению великих произведений / пер. с англ. Л. Плостак. — М.: МИФ, 2022. — 336 с. — ISBN 978-5-00195-026-4.